# De kleine zeemeermin

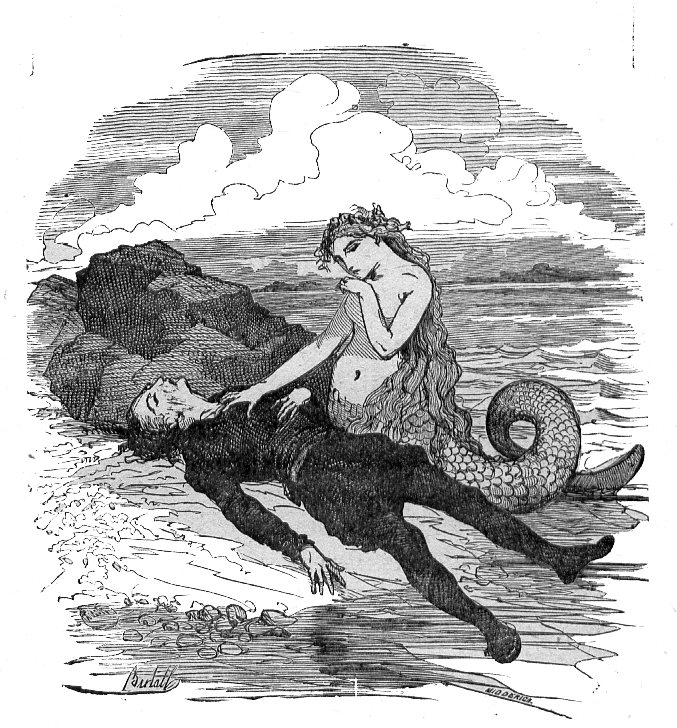
De kleine zeemeermin redt de prins

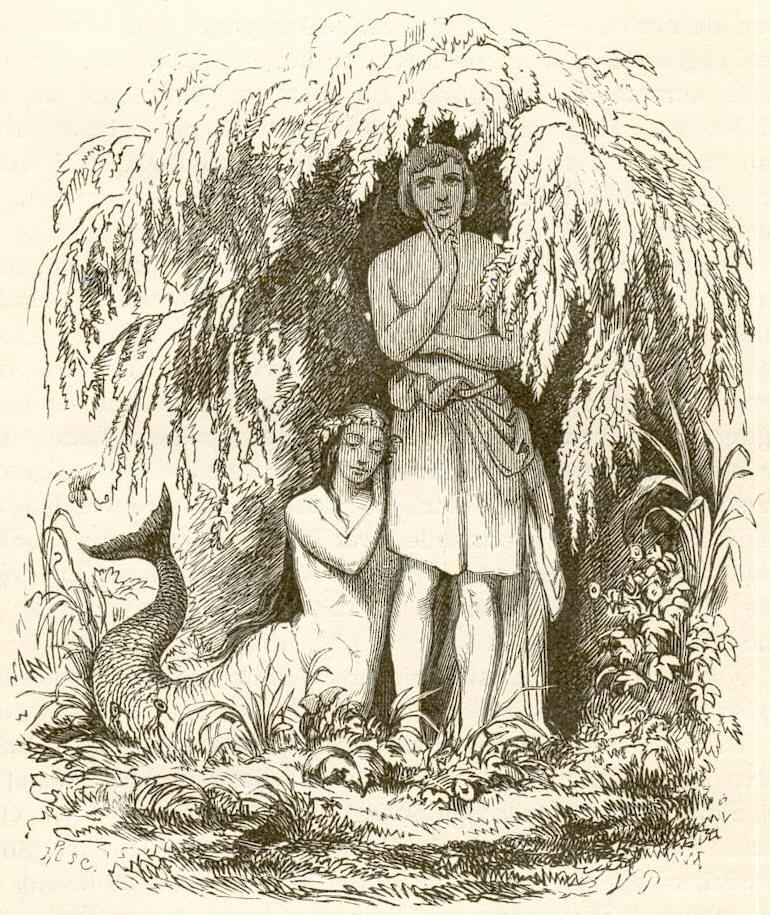
De kleine zeemeermin en de prins

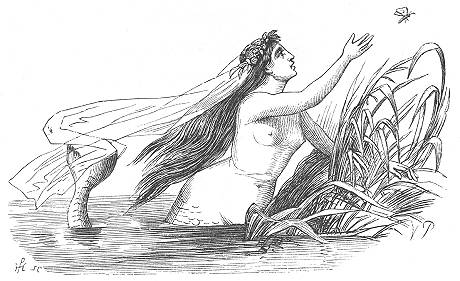
De kleine zeemeermin

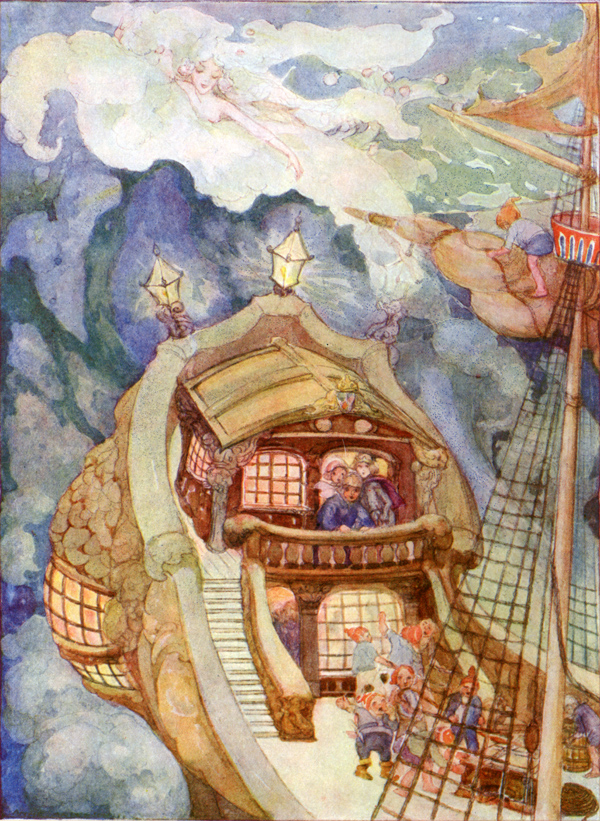
De kleine zeemeermin door Anne Anderson (1874-1930)

De kleine zeemeermin (Deens: Den lille Havfrue) is een beroemd sprookje van de Deense schrijver Hans Christian Andersen, dat voor het eerst is uitgegeven in 1837.

## Het sprookje
Het sprookje van de kleine zeemeermin begint met een beschrijving van de kleur, diepte en weidsheid van de zee. Daarin woont de meermin met haar vader de koning, haar oma en haar 4 oudere zussen. Op haar 15e mag zij, zoals alle meerminnen, naar de oppervlakte zwemmen en de wereld daarboven bekijken. De 5 zussen zijn geboren met 1 jaar tussen ieder, en in de kleinste zeemeermin groeit het verlangen om met haar zusters mee te kunnen naar de oppervlakte zodat ook zij de mensen en hun steden kan zien.
Op haar 15e is het zo ver, zij zwemt naar de oppervlakte. Daar ziet ze een mooie prins op een schip en wordt op slag verliefd op hem. Een heftige storm steekt op en de prins komt bijna om, maar ze weet hem te redden en naar een strand vlak bij een tempel te brengen. Daar laat zij de bewusteloze prins achter.
De kleine zeemeermin blijft naar de prins verlangen, ze verlangt naar het hebben van een ziel en een eeuwig leven na de dood zoals de mensen – in plaats van in schuim op de oppervlakte van de zee te veranderen zoals de meermannen doen.
Ten einde raad gaat ze naar de zeeheks. In ruil voor een toverdrank die haar benen geeft, staat zij haar tong en daardoor haar mooie stem af aan de heks.
Het drinken van de toverdrank voelt alsof er een zwaard door haar heen gaat en elke stap die ze op het land zet voelt alsof ze over scherpe messen loopt. De enige manier voor haar om een ziel te krijgen, is zorgen dat de prins van haar houdt en met haar trouwt. Gebeurt dit niet, dan zal ze overlijden en tot schuim op de zee veranderen op de dag dat de prins haar hart breekt door met een andere vrouw te trouwen. Ze drinkt de toverdrank en ontmoet even later de prins. Hij voelt zich aangetrokken door haar schoonheid en haar mooie manier van bewegen. Ze kan niet met hem praten, omdat zij door het afstaan van haar tong stom is geworden. De prins houdt echter van haar zoals iemand van een klein kind houdt.
Op een dag trekt de prins eropuit om een bruid te vinden. Hij gaat naar een van de buurrijken. Daar blijkt de dochter van de koning diegene te zijn die de prins op het strand vond waar de kleine zeemeermin hem achterliet na de storm. De prins wordt verliefd en na een korte tijd kondigt hij de bruiloft aan. Dat breekt het hart van de kleine zeemeermin, en ze wordt wanhopig terwijl de bruiloft nadert.
Haar zusters weten raad, ze geven haar een mes dat ze in ruil voor hun mooie haar bij de zeeheks hebben gekocht. Als de kleine zeemeermin de prins vermoordt met dat mes, kan ze weer een meermin worden en terug naar haar familie gaan voor de rest van haar leven. Dit kan ze niet doen. Ze stort zichzelf in de zee en verandert in schuim.
Zij sterft echter niet, ze wordt een dochter van de lucht die onzichtbaar is voor de mensen. Als ze 300 jaar lang goede daden heeft verricht, heeft ze haar ziel verdiend en komt ze het koninkrijk van de hemelen binnen. Gelukkig mag de dochter van de lucht voor ieder goed kind dat ze vindt een jaar van de 300 aftrekken, maar als ze moet huilen om een kwaad of ondeugend kind, voegt iedere traan een dag toe aan de jaren.

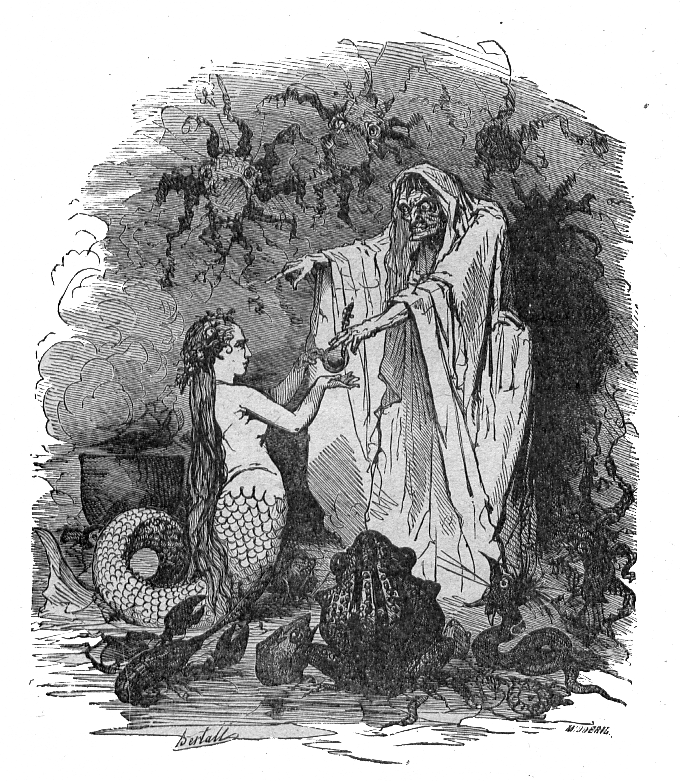
De kleine zeemeermin gaat naar de Zeeheks.
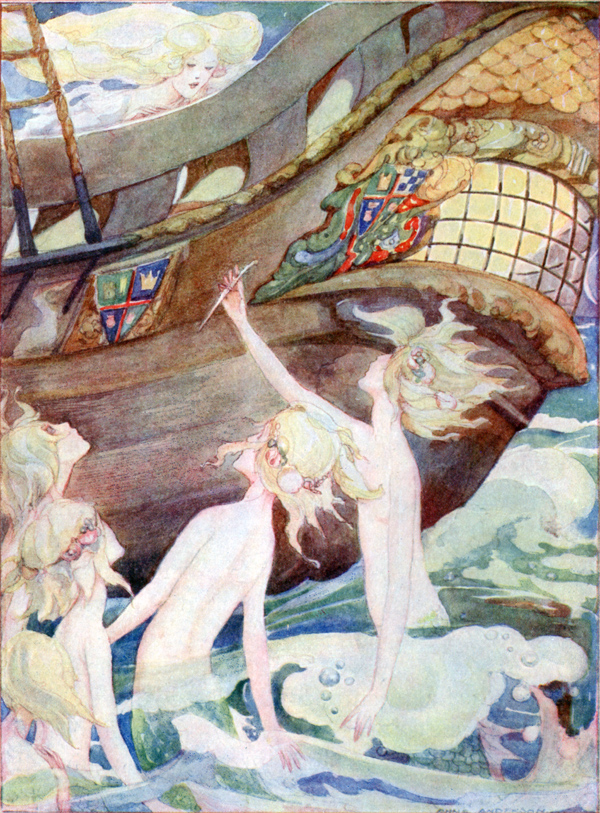
De zussen van de kleine zeemeermin brengen het mes.

## Diverse producties van de kleine zeemeermin
- In de haven van Kopenhagen  staat sinds 23 augustus 1913 een beeld van de kleine zeemeermin, gemaakt door de beeldhouwer Edward Eriksen. Het is een van de bekende trekpleisters van de stad.
- Het driedelige symfonisch gedicht Die Seejungfrau van Alexander von Zemlinsky is gebaseerd op het sprookje van H.C. Andersen.
- De opera Rusalka van de Tsjechische componist Antonín Dvořák is gebaseerd op het sprookje van H.C. Andersen.
- Een experimentele toonzetting werd gecomponeerd door Else Marie Pade in 1958.
- Sinds 1970 is in het Sprookjesbos in de Efteling een beeld van de kleine zeemeermin te zien.
- Disney maakte in 1989 een tekenfilm van het sprookje. Het verhaal is gebaseerd op het sprookje maar verschilt inhoudelijk enorm. Zie hiervoor: De kleine zeemeermin.
  - Disneys kleine zeemeermin heeft af en toe een stripverhaal in het weekblad Donald Duck.
- Een andere film van Disney is Splash (film). Er zijn elementen uit het sprookje in opgenomen, zoals de zeemeermin die een jongeman redt en later naar hem op zoek gaat.
- De Japanse producent Fuji maakte in 1991 een tekenfilm van het sprookje; in datzelfde jaar werd de serie ook bewerkt voor het Amerikaanse publiek door Saban. Zie hiervoor: Saban's Adventures of the Little Mermaid.
- In 2004 maakte DreamWorks Shrek 2, waarin de kleine zeemeermin ook even te zien is.
- In de extreem populaire Japanse serie Puella Magi Madoka Magica is de verhaallijn van het personage Sayaka Miki sterk gebaseerd op de kleine zeermeermin. Deze verkoopt namelijk haar ziel voor het helen van de hand van een jongen waar ze verliefd op was, waarna hij voor een ander kiest en zij in een heks verandert.
- In 2010 maakt de Amerikaans-Duitse choreograaf John Neumeier een avondvullende balletvoorstelling van het verhaal voor het Koninklijk Deens Ballet.
- Tijdens theaterseizoen 2011/2012 en 2012/2013 bracht Joop van den Ende entertainment een bewerkte versie van de musical The Little Mermaid naar Nederland. De hoofdrollen werden vertolkt door Tessa van Tol als Ariël, Tommie Christiaan als Prins Erik en Marjolijn Touw als Ursula. De musical ging eerst op tour door Nederland om vervolgens voor vast in het Beatrixtheater in Utrecht te staan.